# Kopankî, Mala Vîska
Kopankî (în ucraineană Копанки) este un sat în comuna Lenina din raionul Mala Vîska, regiunea Kirovohrad, Ucraina.

## Demografie
Componența lingvistică a localității Kopankî
     Ucraineană (93,46%)
     Rusă (4,74%)
     Alte limbi (0,98%)
Conform recensământului din 2001, majoritatea populației localității Kopankî era vorbitoare de ucraineană (93,46%), existând în minoritate și vorbitori de rusă (4,74%).